# 悲しくてやりきれない
「悲しくてやりきれない」（かなしくてやりきれない）は、ザ・フォーク・クルセダーズの楽曲。1968年3月21日に東芝音楽工業（キャピトル・レーベル）から2枚目のシングルとして発売。
1976年に東芝音楽工業の後身である東芝EMIから再発売された際には（規格番号：ETP-10093）、契約上キャピトルのレーベルが使用できなかった時期だったため、レーベルが「EXPRESS」に変更されていた。
東芝EMI再発盤には、大阪有線放送社（現：USEN）がリクエスト受付用の非売品として制作したものもあった（規格番号：4RS-1343）。この盤は「RECORD FOR yusen」のロゴが入ったジャケットで、レーベルが「東芝レコード」（過去に東芝が使用していた傘マークのロゴ）となっていた。

## 解説
2枚目のシングル曲として予定されていた「イムジン河」が発売自粛となったため、それに代わる曲として制作された。当時パシフィック音楽出版（現・フジパシフィックミュージック）会長だった石田達郎から「イムジン河」に代わる新曲を急遽作曲するよう強要され、会長室に3時間缶詰にされたときに作ったものである 。
テレビ朝日系『驚きももの木20世紀』にて「「イムジン河」のコードを反対からつなげて作った」と紹介されたが、加藤本人は否定している。これに関して、加藤は「フジパシフィックの会長室に、ギターだけ渡され、3時間で作曲を依頼され、部屋に鍵をかけられて軟禁状態だった（笑）。しょうがないから適当に遊んで、最後の2〜30分ぐらいで曲を作ってカセットに吹き込んだんですよ。」と、語っている。さらに「その出来立ての曲を持って、そのままサトウハチロー宅へタクシーで向かった。本人とは初対面だったが、とくに曲の打合せはしなかった。1週間ほどで詞が自宅へ送られてきた。歌詞を見ると『悲しくてやりきれない』…。こんな詞で、いいんだろうかと思ったが、歌ってみると、曲に語句がぴたっと合っていて驚いた」と告白している。
B面の「コブのない駱駝」は後に作詞家としても大成する北山修の初の作詞曲である。曲が先に作られたという。北山曰く、この曲の歌詞は自身の専門とする精神医学にも通じるとのことである。また、ビートルズの影響を受けた加藤がわざわざシタールをスタジオに持ち込んで演奏している。

## 収録曲
| 全作曲: 加藤和彦。 |                                           |                |            |                            |      |
| #                  | タイトル                                  | 作詞           | 作曲・編曲 | 編曲                       | 時間 |
| 1.                 | 「悲しくてやりきれない」(UNBEARABLY SAD)  | サトウハチロー | 加藤和彦   | ありたあきら               | 3:07 |
| 2.                 | 「コブのない駱駝」(MAGICAL MYSTERY CAMEL) | 北山修         | 加藤和彦   | ザ・フォーク・クルセダーズ | 3:15 |
| 合計時間:          | 合計時間:                                 | 合計時間:      | 合計時間:  | 6:22                       |      |

## 映像作品・演劇への起用
1992年の山田太一脚本のドラマ『悲しくてやりきれない』（TBS）の主題歌としておおたか静流の曲が使われている。また同年に公開された映画『シコふんじゃった。』にも使われた。
2004年の井筒和幸監督製作の映画『パッチギ!』では、「イムジン河」や同曲などの音楽が、物語のテーマの根幹を成している。
2003年度下半期のNHK連続テレビ小説『てるてる家族』（NHK大阪放送局製作）の第122話で、「青年は荒野をめざす」とともに使用された。
2015年5月1日〜24日、Zeepブルーシアター六本木で上演されたももいろクローバーZ主演・本広克行演出の舞台『幕が上がる』で橋爪裕子（ユッコ）役の玉井詩織（ももいろクローバーZ）が劇中歌として歌う。
2016年公開の片渕須直監督のアニメ映画「この世界の片隅に」ではコトリンゴによるカバーがオープニング曲として使用されている。

## カバーしたアーティスト等

### シングル
- 松本伊代（1989年）
- おおたか静流（1992年） - 映画『シコふんじゃった。』挿入歌。
- 奥田民生（2002年） - シングル「花になる」カップリング
- 瀧川広志（コロッケ）（2004年）
- 坂本真綾（2010年） - シングル『DOWN TOWN/やさしさに包まれたなら』のカップリング。

### アルバム
- 吉田拓郎 - 『ぷらいべえと』（1977年）
- 矢野顕子 - 『愛がなくちゃね。』（1982年）
- 中野律紀 - 『風の声』（1993年）
- ハウンド・ドッグ,極楽オールスターズ - 『PARADISE LUNCH』（1995年）
- 鈴木真仁 - 『絶対少年』（1997年）
- 横山智佐 - 『Best Selection』（2000年）
- PUSHIM - 『COLORS』（2001年）
- 奥田民生 - 『花になる』（2002年）
- 黒川泰子 - 『Beautiful our LOVE』（2002年）
- 渡辺美里 - 『Café mocha 〜うたの木〜 』（2002年）
- 庄野真代&加藤実 - 『Time Traveller vol.2〜ノスタルジアの樹〜』（2002年）
- 石川ひとみ - 『With みんなの一五一会〜フォークソング編』（2005年）
- 井上堯之 - 『井上堯之の世界』（2006年）
- 朴璐美 - 『遠い記憶』（2006年）
- 村上ゆき - 『夢で逢いましょう』（2006年）
- アリヤ・ミハル - 『ハート トゥ ハート』（2007年）
- 斎藤工 - 『ココロノグルリ』（2007年）
- 森昌子 - 『あのころ』（2007年）
- KOKIA - 『Fairy Dance ～KOKIA meets Ireland～』（2008年）
- 加藤登紀子SONGS - 『うたが街に流れていた』（2008年）
- コトリンゴ - 『picnic album 1』（2010年）
- 上間綾乃 - 『唄者（うたしゃ）』（ただし、ウチナーグチ（琉球語）への翻訳歌詞）（2012年）
- 坂本冬美 - 『Lovesongs V～心もよう～』（2014年）
- やなわらばー - 『縁唄 ～フォークソングとやなわらばー～』（2015年）
- 豊崎愛生 - 『AT living』[4]（2018年）
- さだまさし - 『アオハル49.69』[5](2021年）
- 羽山みずき - 『みずきの愛唱歌～山形生まれの癒しのコブシ～』(2024年）

### その他
- オダギリジョー - 『パッチギ! オリジナル･サウンドトラック』（2005年）
- 玉井詩織 - 舞台『幕が上がる』劇中歌（2015年）
- 多部未華子 - 映画『あやしい彼女』（2016年）劇中歌[6]。
- コトリンゴ - 劇場用アニメーション映画『この世界の片隅に』オープニングテーマ（2016年、上記『picnic album 1』とは別音源）
- 田村芽実 - DVD『CLIP&COVERS』（2020年）
- 瀧川鯉八 - 落語家。出囃子にしている。出囃子バージョンは『定番！寄席囃子集』（2024年、監修：桧山うめ吉）に収録されている。

### 通販CD
- FOREVER YOUNG
- あの時代にかえりたい（2006年）